# Emil Wikström
Emil Wikström (né le 13 avril 1864 à Turku et mort le 26 septembre 1942 à Helsinki) est un sculpteur finlandais.

## Biographie

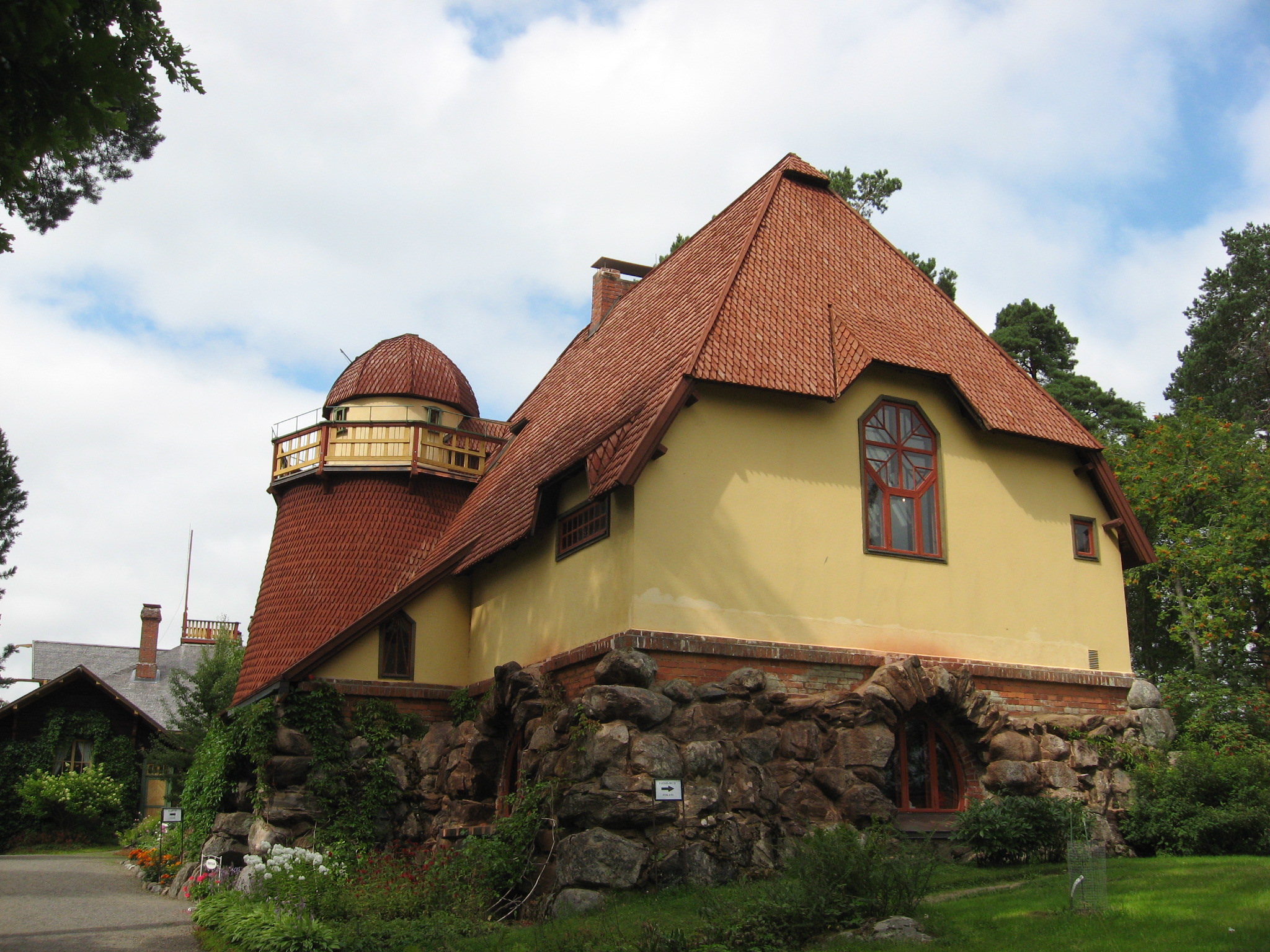
Visavuori la demeure et l'atelier de l'artiste.

En 1881, Emil Wikström entre à l'école de dessin de l’association finlandaise des arts à Turku et à Helsinki.
Puis il étudie à l'Académie des beaux-arts de Vienne et à l'Académie Julian de Paris.
En Europe, c'est l'époque de l'art nouveau, du style jugend qui improprement aussi les artistes finlandais.
En Finlande, c'est l'époque du romantisme national et comme d'autres artistes, Emil Wikström, s'inspire de la mythologie finlandaise. 
Les artistes finlandais étudient et travaillent à Paris mais sont nostalgiques de la nature de leur pays.
Certains artistes décident de retrouver la paix de la forêt comme Emil Wikström l'écrit à Akseli Gallen-Kallela dans une lettre de 1898.
Emil Wikström est le premier à retourner en Finlande où il trouve une place idéale à Sääksmäki au bord du lac Vanaja.
Emil Wikström est le plus important sculpteur Finlandais de son époque.
Il a sculpté un très grand nombre de statues qui sont érigées dans Helsinki et d'autres villes de Finlande.

## Le musée Visavuori
Emil Wikström sculpte la plupart de ses œuvres à Visavuori qui est son atelier et son habitation à Valkeakoski. 
Wikström y a habité une grande partie de sa vie.
Visavuori est maintenant un Musée présentant la vie et les œuvres du sculpteur.

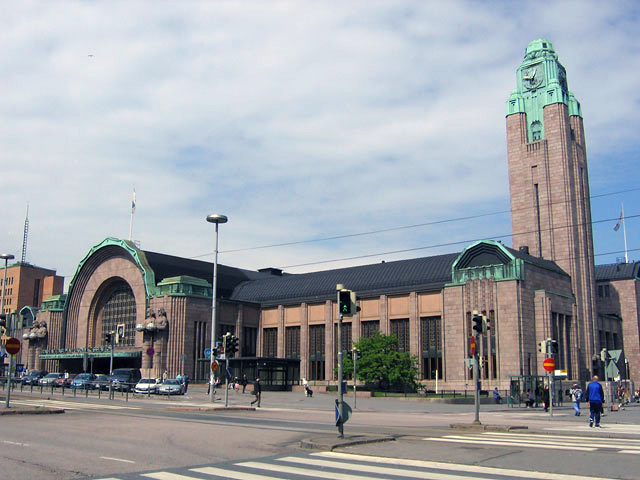
La gare d'Helsinki. Les statues de Wikström sont visibles à gauche

## Ouvrages
Emil Wikström a sculpté un très grand nombre de statues dont voici une liste non exhaustive :
| Ouvrage                | Image | Lieu                                | année | références |
| ---------------------- | ----- | ----------------------------------- | ----- | ---------- |
| Aïno                   |       | Lahti                               | 1912  | [ 2 ]      |
| Johan Vilhelm Snellman |       | Helsinki                            | 1923  | [ 3 ]      |
| Karhu                  |       | Musée national de Finlande Helsinki | 1910  | [ 4 ]      |
| Suihkukaivo            |       | Tampere                             | 1913  | [ 5 ]      |
| Tympanum               |       | Maison des États Helsinki           | 1903  | [ 6 ]      |
| Kalapoika              |       | Valkeakoski                         | 1888  | ,          |
| Lyhdynkantajat         |       | Gare centrale d'Helsinki            | 1914  |            |
| Tukinuittaja           |       | Kotka                               | 1890  |            |
| Elias Lönnrot          |       | Helsinki                            | 1897  | [ 9 ]      |
| Fredrik Pacius         |       | Helsinki                            | 1895  | [ 10 ]     |
| Marjatta               |       | Valkeakoski                         |       |            |
| Mikael Agricola        |       | Lahti                               | 1908  |            |
| Vapaudenmuistomerkki   |       | Heinola                             | 1922  | [ 11 ]     |
| Gustaf Fredrik Ahlgren |       | Tampere                             | 1888  |            |
| Industrie              |       | Linnankatu 18 Helsinki              | 1891  |            |
| Frugalité              |       | Linnankatu 18 Helsinki              | 1891  |            |
| Commerce               |       | Linnankatu 18 Helsinki              | 1891  |            |
| Kuokkamies             |       | Valkeakoski                         | 1908  |            |